# 西库翁

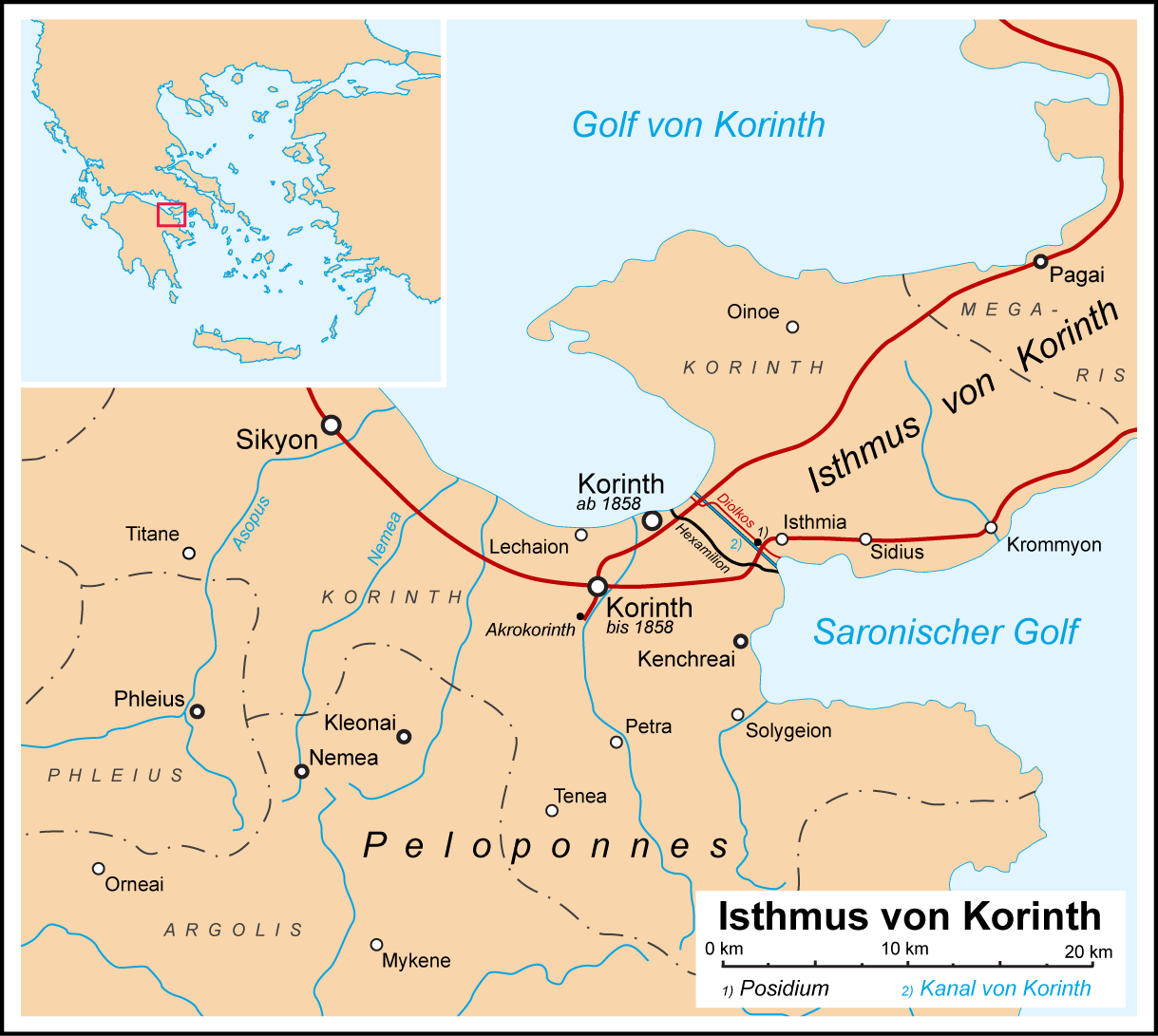
西库翁（Sikyon）的位置

西库翁，又译为西库昂，是一个古希腊城邦。它位于伯罗奔尼撒半岛北部的科林西亚，在科林斯与亚该亚之间。
西库翁建在科林斯灣岸边的一块三角形高地上，城市与港湾之间有一块平原，盛产水果和橄榄。多里安人入侵后，在此地分成三个部落居住下来。除此之外，西库翁地区还有一个伊奥尼亚人部落。
在数个世纪里，西库翁都是阿尔戈斯的附属国。